# Овінська
Овінська (пол. Owińska, нім. Treskau) — село в Польщі, у гміні Червонак Познанського повіту Великопольського воєводства.
Населення — 2356 осіб (2011).
У 1975-1998 роках село належало до Познанського воєводства.

## Демографія
Демографічна структура станом на 31 березня 2011 року:
|          | Загалом | Допрацездатний вік | Працездатний вік | Постпрацездатний вік |
| -------- | ------- | ------------------ | ---------------- | -------------------- |
| Чоловіки | 1176    | 250                | 811              | 115                  |
| Жінки    | 1180    | 226                | 703              | 251                  |
| Разом    | 2356    | 476                | 1514             | 366                  |